# Golejewski

Herb według Ostrowskiego

Golejewski – polski herb hrabiowski, odmiana herbu Kościesza nadany w zaborze austriackim.

## Opis herbu
Opis stworzony zgodnie z klasycznymi zasadami blazonowania:
W polu czerwonym rogacina przekrzyżowana i rozdarta, srebrna. Nad tarczą korona hrabiowska. Nad nią hełm z klejnotem: trzy pióra strusie, srebrne między czerwonymi. Labry: czerwone, podbite złotem.
Tak wyglądać miał według Górzyńskiego herb na oryginalnym nadaniu. Juliusz Karol Ostrowski przytacza wersję złożoną tego herbu, która wyglądać miała następująco:
Na tarczy dzielonej w krzyż w polu I, czerwonym, rogacina przekrzyżowana i rozdarta, srebrna (Kościesza); w polu II, czerwonym, trzy kopie złote w gwiazdę (Jelita); w polu III, czerwonym, koło wozowe złote, z takimż krzyżem ćwiekowym, zaćwieczonym na osi, w miejsce górnego dzwona (Ossoria); w polu IV, złotym, 6 biletów czerwonych (3, 2, 1) (Rarowski). Nad tarczą korona hrabiowska, nad którą hełmy z klejnotami: klejnot I: pół kozła wspiętego w lewo, srebrnego, klejnot II: trzy pióra strusie, złote między czerwonymi; klejnot III: trzy pióra strusie, srebrne między czerwonymi; klejnot IV: dwie ryby czerwone głowami do dołu, między którymi jabłko królewskie błękitne z krzyżem i obręczami złotymi. Labry na hełmie I czerwone, podbite srebrem; na hełmie II czerwone, podbite złotem; na hełmie III czerwone, podbite srebrem; na hełmie IV czerwone, podbite złotem.

## Najwcześniejsze wzmianki
Nadany w Galicji z tytułem hrabiowskim 8 lutego 1783 Janowi Kościeszy von Golejewo Golejewskiemu. Podstawą nadania był patent z 1775, przedstawiona genealogia (częściowo fantastyczna, sięgająca do króla Bolesława Chrobrego, domicyl galicyjski oraz przywiązanie do domu cesarskiego.

## Symbolika
Herb w wersji złożonej zawiera skrócony wywód genealogiczny. Wynika z niego, że ojciec herbownego, Samuel Kazimierz, był herbu Kościesza, jego matka, Abudancja Dombrowska, herbu Jelita, babka, Teresa Buszkowska, herbu Ossoria, zaś prababka, Apolonia Rohr, herbu Rarowski.

## Herbowni
Jedna rodzina herbownych:
graf Kościesza von Golejewo Golejewski.